# Фесюн Олександр Олександрович
Олекса́ндр Олекса́ндрович Фесюн — штаб-сержант Збройних сил України, учасник російсько-української війни, що загинув у ході російського вторгнення в Україну в 2022 році.

## Життєпис
Олександр Фесюн народився 3 листопада 1964 року в Ніжині на Чернігівщині. Після закінчення середньої школи № 6 в рідному місті навчався в технічному училищі № 18, де здобув професію оптик 3-го розряду. Пропрацювавши рік на заводі «Прогрес», був призваний до лав Збройних сил. Після закінчення проходження строкової служби деякий час працював на заводі «Ніжинсільмаш». У 1986 році Олександр Фесюн почав навчання в школі прапорщиків. Далі на військовій службі в ЗСУ. Після звільнення в запас працював на ТОВ «Фоззі-Фуд». У 2014 році знову повернувся до лав ЗСУ, служив у складі тієї ж самої військової частини А 3160. З початком повномасштабного російського вторгнення в Україну мобілізований і перебував на передовій. Загинув 10 березня 2022 року від ворожого обстрілу на посту. Указом Президента України від 7 квітня 2022 року № 220/2022 нагороджений орденом «За мужність» ІІІ ступеня (посмертно).

## Родина
У загиблого залишилися сини, які також проходять службу в Збройних Силах України.

## Ушанування пам'яті
У селі Паливода Кунашівсько-Переяслівського старостинського округу Ніжинської територіальної громади відкриють меморіальну дошку.
Міська влада Ніжина вшанувала пам'ять загиблого разом з іншими ніжинцями на меморіальних білбордах. Окрім портретів та прізвищ, на плакаті є напис «Ніжин уберегли».

## Нагороди
- орден «За мужність» III ступеня (2022, посмертно) — за особисту мужність і самовіддані дії, виявлені у захисті державного суверенітету та територіальної цілісності України, вірність військовій присязі[3].